# Brzeźno (Sainte-Croix)
Pour les articles homonymes, voir Brzeźno.
Brzeźno est une localité polonaise de la gmina de Sobków, située dans le powiat de Jędrzejów en voïvodie de Sainte-Croix.